# Heteronyx planiceps
Heteronyx planiceps är en skalbaggsart som beskrevs av Blackburn 1910. Heteronyx planiceps ingår i släktet Heteronyx och familjen Melolonthidae. Inga underarter finns listade i Catalogue of Life.